# Fulmer
Fulmer är en ort och civil parish i Storbritannien.   Den ligger i kommunen Buckinghamshire och riksdelen England, i den södra delen av landet, 30 km väster om huvudstaden London. Fulmer ligger 48 meter över havet och antalet invånare är 501.
Terrängen runt Fulmer är platt. Runt Fulmer är det tätbefolkat, med 442 invånare per kvadratkilometer. Närmaste större samhälle är Slough, 6,3 km söder om Fulmer. I omgivningarna runt Fulmer växer i huvudsak blandskog.